# Курјаче
Курјаче је насеље у Србији у општини Велико Градиште у Браничевском округу. Удаљено је 20 километара од Пожаревца. Према попису из 2022. било је 631 становника.

## Историја
Најстарији писани извор у коме се ово село спомиње јесте повеља Ђурђа Бранковића о властелинству великог челника Радича из 1428. године. У атару села налази се манастир Нимник, стари Марјански манастир, који потиче из 14. века. Саставни део села је и Марјање, некада посебно село.
За време Кочине крајине (1788) готово сви мештани избегли су у Аустрију; многи од њих се нису никада ни вратили. Отуда и данас у Банату постоје презимена Курјачки и Марјански.
Основна школа у Курјачу почела је са радом 1832. године, али су видови описмењавања постојали и раније у манастиру Нимнику. Из Курјача су Ајдуче Стојан, Хајдук Гица, задужбинар Ђорђе Селић, штампари и издавачи Јован и Александар Селић, високи државни чиновник Петар Момировић...
За време Првог светског рата у Курјачу су се водиле велике борбе, у којима је учествовао и син Бранислава Нушића, Бан Нушић, који је у околини Пожаревца и подлегао тешким ранама.
Фудбал се у Курјачу игра од 1929. године. Највећи спортски успех имао је одбојкашки клуб „Стиг“.
За време Другог светског рата у Курјачу је живео и радио као учитељ Мирољуб Јевтовић, познати публициста и књижевник.
Велиша Јоксимовић написао је монографију „Курјаче и његова школа“ која је објављена у едицији „Хронике села Србије“ 2001. године. У току је израда и друге књиге о Курјачу и Курјачанима.

## Демографија
У насељу Курјаче живи 742 пунолетна становника, а просечна старост становништва износи 42,0 година (40,2 код мушкараца и 43,6 код жена). У насељу има 231 домаћинство, а просечан број чланова по домаћинству је 4,16.
Ово насеље је великим делом насељено Србима (према попису из 2002. године).
|  |

| Демографија | Демографија | Демографија |
| Година      | Становника  | Становника  |
| ----------- | ----------- | ----------- |
| 1948.       | 1.420       |             |
| 1953.       | 1.408       |             |
| 1961.       | 1.440       |             |
| 1971.       | 1.427       |             |
| 1981.       | 1.378       |             |
| 1991.       | 1.335       | 1.123       |
| 2002.       | 964         | 1.247       |
| 2011.       | 733         |             |

| Етнички састав према попису из 2002.‍ | Етнички састав према попису из 2002.‍ | Етнички састав према попису из 2002.‍ | Етнички састав према попису из 2002.‍ | Етнички састав према попису из 2002.‍ |
| ------------------------------------ | ------------------------------------ | ------------------------------------ | ------------------------------------ | ------------------------------------ |
|                                      |                                      |                                      |                                      |                                      |
| Срби                                 | Срби                                 |                                      | 962                                  | 99,79%                               |
| Румуни                               | Румуни                               |                                      | 2                                    | 0,20%                                |
| непознато                            | непознато                            |                                      | 0                                    | 0,0%                                 |

| Година пописа     | 1948. | 1953. | 1961. | 1971. | 1981. | 1991. | 2002. |
| ----------------- | ----- | ----- | ----- | ----- | ----- | ----- | ----- |
| Број домаћинстава | 293   | 293   | 300   | 281   | 261   | 245   | 231   |

| Број чланова      | 1  | 2  | 3  | 4  | 5  | 6  | 7  | 8 | 9 | 10 и више | Просек |
| ----------------- | -- | -- | -- | -- | -- | -- | -- | - | - | --------- | ------ |
| Број домаћинстава | 26 | 32 | 27 | 40 | 45 | 34 | 18 | 5 | 4 | 0         | 4,16   |

| Пол    | Укупно | Неожењен/Неудата | Ожењен/Удата | Удовац/Удовица | Разведен/Разведена | Непознато |
| ------ | ------ | ---------------- | ------------ | -------------- | ------------------ | --------- |
| Мушки  | 375    | 56               | 269          | 31             | 19                 | 0         |
| Женски | 406    | 38               | 283          | 77             | 8                  | 0         |
| УКУПНО | 781    | 94               | 552          | 108            | 27                 | 0         |

| Пол    | Укупно                    | Пољопривреда, лов и шумарство | Рибарство                            | Вађење руде и камена | Прерађивачка индустрија       |
| ------ | ------------------------- | ----------------------------- | ------------------------------------ | -------------------- | ----------------------------- |
| Мушки  | 250                       | 229                           | 0                                    | 0                    | 5                             |
| Женски | 135                       | 120                           | 0                                    | 0                    | 1                             |
| УКУПНО | 385                       | 349                           | 0                                    | 0                    | 6                             |
| Пол    | Производња и снабдевање   | Грађевинарство                | Трговина                             | Хотели и ресторани   | Саобраћај, складиштење и везе |
| Мушки  | 0                         | 4                             | 5                                    | 2                    | 3                             |
| Женски | 0                         | 0                             | 4                                    | 2                    | 1                             |
| УКУПНО | 0                         | 4                             | 9                                    | 4                    | 4                             |
| Пол    | Финансијско посредовање   | Некретнине                    | Државна управа и одбрана             | Образовање           | Здравствени и социјални рад   |
| Мушки  | 0                         | 0                             | 0                                    | 0                    | 0                             |
| Женски | 0                         | 0                             | 1                                    | 3                    | 0                             |
| УКУПНО | 0                         | 0                             | 1                                    | 3                    | 0                             |
| Пол    | Остале услужне активности | Приватна домаћинства          | Екстериторијалне организације и тела | Непознато            | Непознато                     |
| Мушки  | 1                         | 0                             | 0                                    | 1                    | 1                             |
| Женски | 3                         | 0                             | 0                                    | 0                    | 0                             |
| УКУПНО | 4                         | 0                             | 0                                    | 1                    | 1                             |